# Prva zemaljska konferencija žena
Prva konferencija Antifašističkog fronta žena održana je 6. i 7. prosinca 1942 u Bosanskom Petrovcu.
To nije bio datum osnivanja AFŽ-a, nego je održan sastanak nakon što su se u prethodnom razdoblju narodnooslobodilačke borbe odbori AFŽ-a već osnovali, kad je već hiljadu žena bilo uključeno u Antifašistički front žena.  Delegatkinje iz organizacije po čitavoj Jugoslaviji sastale su se u Bosanskom Petrovcu da sve svoje snage usmjere na nastavak narodnooslobodilačke borbe.
U Bosanski Petrovac je stiglo 166 delegatkinja. Konferencija je počela 6. decembra poslije podne u velikoj sali današnjeg doma kulture. Sala je bila svečano ukrašena od partizana umjetnika Karamatijevića, Mujezinovića, Afrića i Dimitrijevića. Konferenciju je otvorila Cana Babović.
Na toj prvoj konferenciji Tito je rekao: „Ja se ponosim time što stojim na čelu armije u kojoj ima ogroman broj žena. Ja mogu kazati da su žene u toj borbi po svom heroizmu, po svojoj izdržljivosti, bile i jesu na prvom mjestu i u prvim redovima i svim narodima Jugoslavije čini čast što imaju takve kćeri.”
Kata Pejnović, seljanka, predsjednica AFŽ za Liku, izabrana je za prvu predsjednicu AFŽ.
AFŽ je bio masovni pokret žena, koji je na izvanredan način doprinio borbi protiv fašizma. Svojim učešćem u Narodnooslobodilačkoj borbi žene su izborile legitimitet općoj ravnopravnosti žena.
Godine 1945. u Ustavu nove Jugoslavije stajalo je: “Žene su ravnopravne s muškarcima u svim područjima državnog, privrednog i društveno-političkog života (…) Za jednak rad žene imaju pravo na jednaku platu kao i muškarci i uživaju posebnu zaštitu u radnom odnosu. Država naročito štiti interese majke i djeteta osnivanjem porodilišta, domova za djecu i obdaništa i pravo majke na plaćeni dopust prije i poslije porođaja.” Nakon rata AFŽ se priključio obnovi ratom razrušene zemlje, posebno na rješavanju zdravstvenih, socijalnih i kulturnih pitanja. Naročito je bio značajan njihov kulturno - prosvjetni rad, unutar kojeg su se organizirale masovne akcije opismenjavanja, kao i angažman na osvještavanju i uključivanju žena u obrazovni, politički i ekonomski sistem. Antifašistički front žena vremenom je izrastao u snažan društveno-politički faktor socijalističke Jugoslavije. Ipak, 1953. godine, odlukom Narodnog fronta, došlo je do njegovog ukidanja. S AFŽ-om prestaje i ujedinjeno djelovanje žena na prostoru bivše Jugoslavije.

## Vanjske poveznice
- drugi-svjetski-rat-i-iskustva-bosanskohercegovackih-zena[neaktivna poveznica]

- kako-je-afz-vracen-iz-zaborava-i-sto-s-ostalima/

- Arhiv AFŽ